# Amyttopsis forcipata
Amyttopsis forcipata är en insektsart som beskrevs av Max Beier 1965. Amyttopsis forcipata ingår i släktet Amyttopsis och familjen vårtbitare. Inga underarter finns listade i Catalogue of Life.